# Mittelstraße 29 (Hermsdorf)

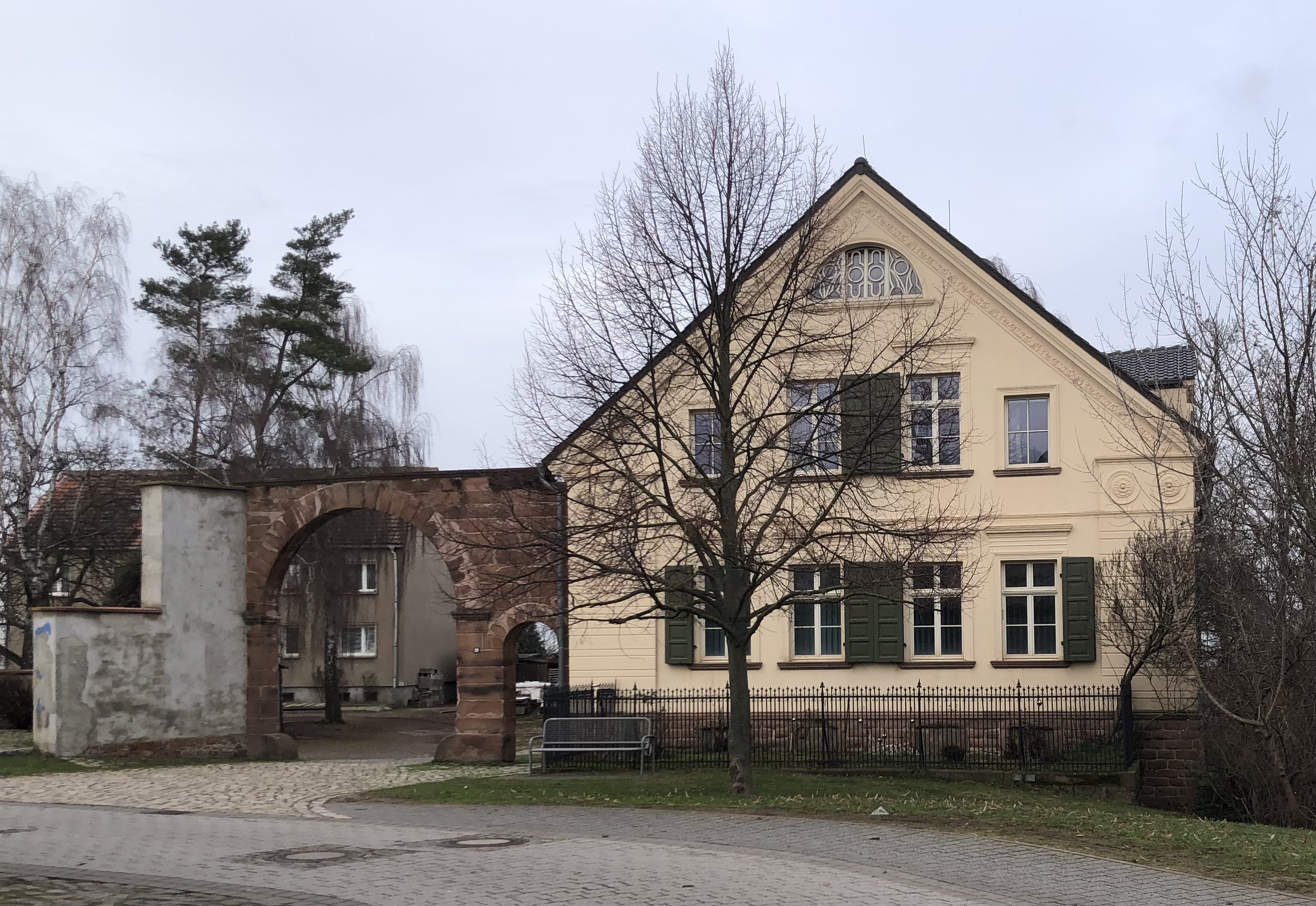
Mittelstraße 29 im Jahr 2023

Mittelstraße 29 ist ein denkmalgeschütztes Wohnhaus in der Gemeinde Hohe Börde in Sachsen-Anhalt.

## Lage
Es befindet sich im Ortsteil Hermsdorf giebelständig auf der Nordseite der Mittelstraße, die sich dort platzartig erweitert. Unmittelbar östlich mündet der steil ansteigende Fußweg Bäckerberg ein, über den sich die Ostseite des Hauses hoch erhebt. Der Bau ist so prägend für das Landschaftsbild.

## Architektur und Geschichte
Der eineinhalbgeschossige verputzte Bau entstand etwa in der Zeit um 1860/1870. Er ist repräsentativ im Stil des Spätklassizismus gestaltet. Die Gewände der Fensteröffnungen sind profiliert. Im Giebelfeld befindet sich ein aufwendiges Lünettenfenster mit neogotischen Formen. Bedeckt ist das Haus von einem Satteldach.
Links des Hauses befindet sich in einer für die Magdeburger Börde typischen Gestaltung eine große rundbogige Toreinfahrt. Sie ist aus Sandstein errichtet und hat auf ihrer rechten Seite eine kleine Pforte. Vor dem Haus befindet sich ein mit einem Zaun umgebener schmaler Vorgarten.
Im örtlichen Denkmalverzeichnis ist das Wohnhaus unter der Erfassungsnummer 094 70348 als Baudenkmal eingetragen.